# غرطر
الغَرْطَر أو ثعبان الرباط عبارة عن حنش ثعبان من جنس (Thamnophis) تشيع في مختلف أرجاء أمريكا الشمالية، ويتراوح تواجدها بين ألاسكا وكندا وحتى وسط أمريكا. وهي الجنس الوحيد الأكثر انتشارًا من الزواحف في أمريكا الشمالية[بحاجة لمصدر]. كما أن ثعبان الرباط كذلك هي كذلك من بين زواحف ولاية ماساتشوستس .
ولا يوجد إجماع حقيقي على تصنيف النوع Thamnophis. ويشيع الاختلاف بين علماء التصنيف والمصادر، مثل الأدلة الميدانية، حول ما إذا كان نوعان من الثعابين هما نوعين منفصلين أم أنهما نوعان فرعيان لنفس الجنس. كما أنها ترتبط بشدة بالثعابين في الجنس Nerodia، وبعض الأنواع تم نقلها وإعادتها بين الأجناس.

## الموطن

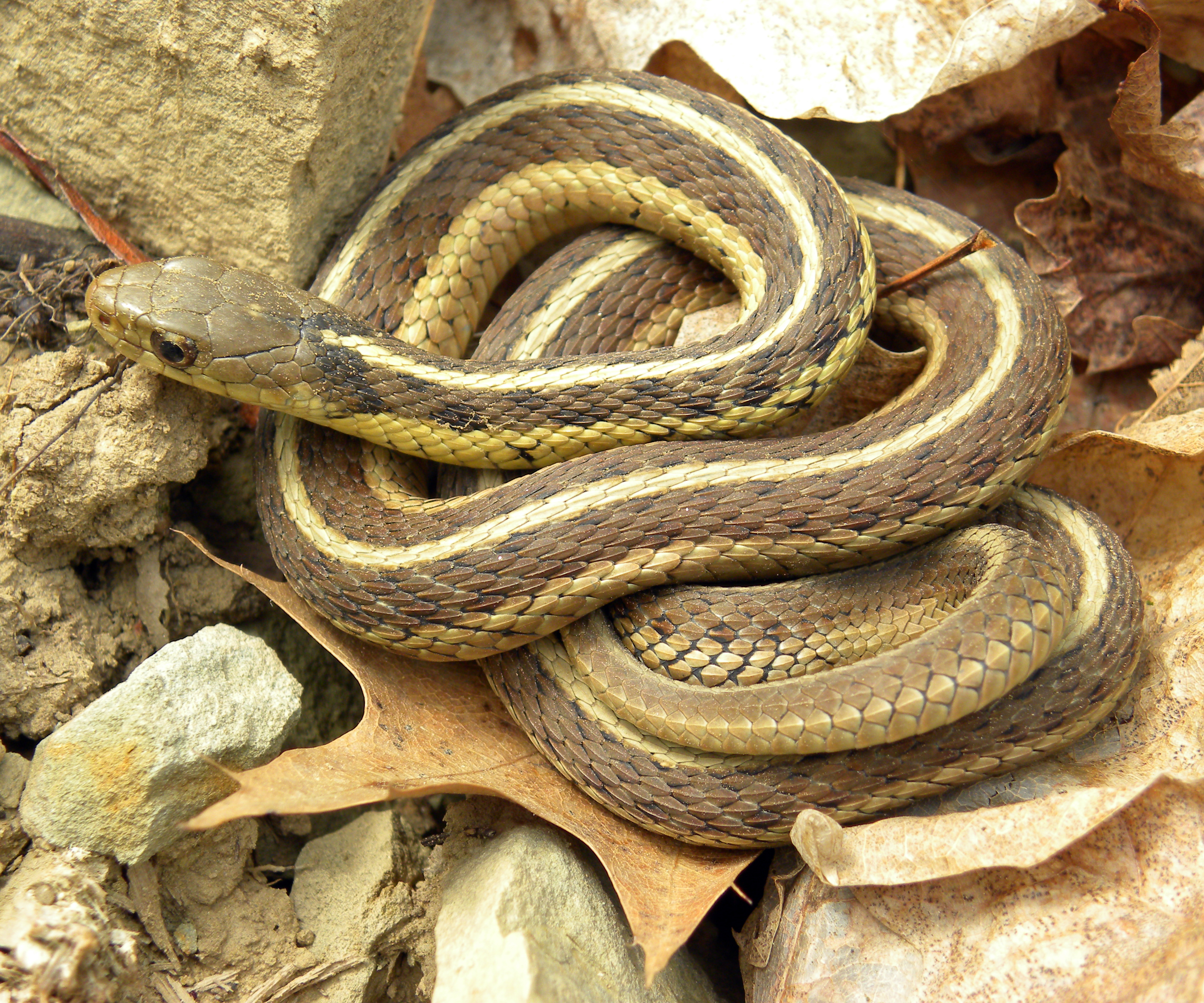
ثعبان الغرطر او ثعبان الرباط

تنتشر ثعبان الرباط في مختلف أرجاء أمريكا الشمالية. والغرطر المألوف هي النوع الوحيد من الثعابين الذي يتواجد في ألاسكا، وهو واحد من الأنواع التي تتواجد في أقصى شمال العالم، ربما لا يسبقها في ذلك إلا الأفعى المتقاطعة، Vipera berus. ويتسم هذا الجنس بالتنوع الشديد للغاية بسبب الوجبات غير المحددة التي يعتمد عليها والقدرة على التواؤم مع المجالات الحيوية البيئية والتضاريس، التي تتجاور بشكل مختلف مع المياه. ومع ذلك، في الجزء الغربي من أمريكا الشمالية، تكون هذه الثعابين مائية بشكل أكبر عما هو الحال في الجزء الشرقي. وتدخل الأنواع الشمالية في حالة من السبات بمجموعات أكبر من الأنواع الجنوبية.

## الأنواع
- غرطر أحمر النقط
- غرطر أسود
- غرطر أسود البطن
- غرطر أنيق
- غرطر بتلري
- غرطر ذهبي الرأس
- غرطر رفيع المنقار
- غرطر قريب
- غرطر قصير الرأس
- غرطر قوي
- غرطر كبير
- غرطر كهرماني
- غرطر مألوف
- غرطر مخادع
- غرطر منفي
- غرطر أسود العنق
- غرطر مشطرج
- غرطر كوشي
- غرطر عظائي
- غرطر مكسيكي
- غرطر شمالي غربي
- غرطر السهول
- غرطر هاموندي
- غرطر غودماني
- غرطر روسماني
- غرطر مدرج
- غرطر سوميكراستي

## حالة الحفاظ على الأنواع
رغم الانخفاض في أعدادها بسبب صيدها واستخدامها كحيوانات أليفة (خصوصًا في المناطق الشمالية التي يتم تجميع أعداد كبيرة منها أثناء فترة السبات)[بحاجة لمصدر] وتلوث المناطق البحرية وظهور الضفادع التي يمكن أن تكون حيوانات مفترسة محتملة، فإن ثعبان الرباط ما زالت من أشهر الزواحف المنتشرة بالعديد من نطاقاتها. ومع ذلك، فإن ثعبان رباط سان فرانسيسكو (Thamnophis sirtalis tetrataenia من الأنواع الفرعية المعرضة للخطر وتم وضعها في قائمة الأنواع المعرضة للخطر منذ عام 1969. كما أن قيام أسماك الكرو (crawfish) بافتراسها كان مسئولاً كذلك عن انخفاض أفعى الرباط ذات الرأس الصغير.

## وصلات خارجية
- Dutch Gartersnake site with many pictures
- Anapsid.org: Garter Snakes
- Several pictures of a Mexican ribbon snake (Thamnophis proximus rutiloris)
- Plains Garter Snake - Thamnophis radix Species account from the Iowa Reptile and Amphibian Field Guide
- Eastern Garter Snake - Thamnophis sirtalis Species account from the Iowa Reptile and Amphibian Field Guide.
- Garter Snake Pictures
- Descriptions and Biology of Garter Snakes